# Maestro de San Miniato

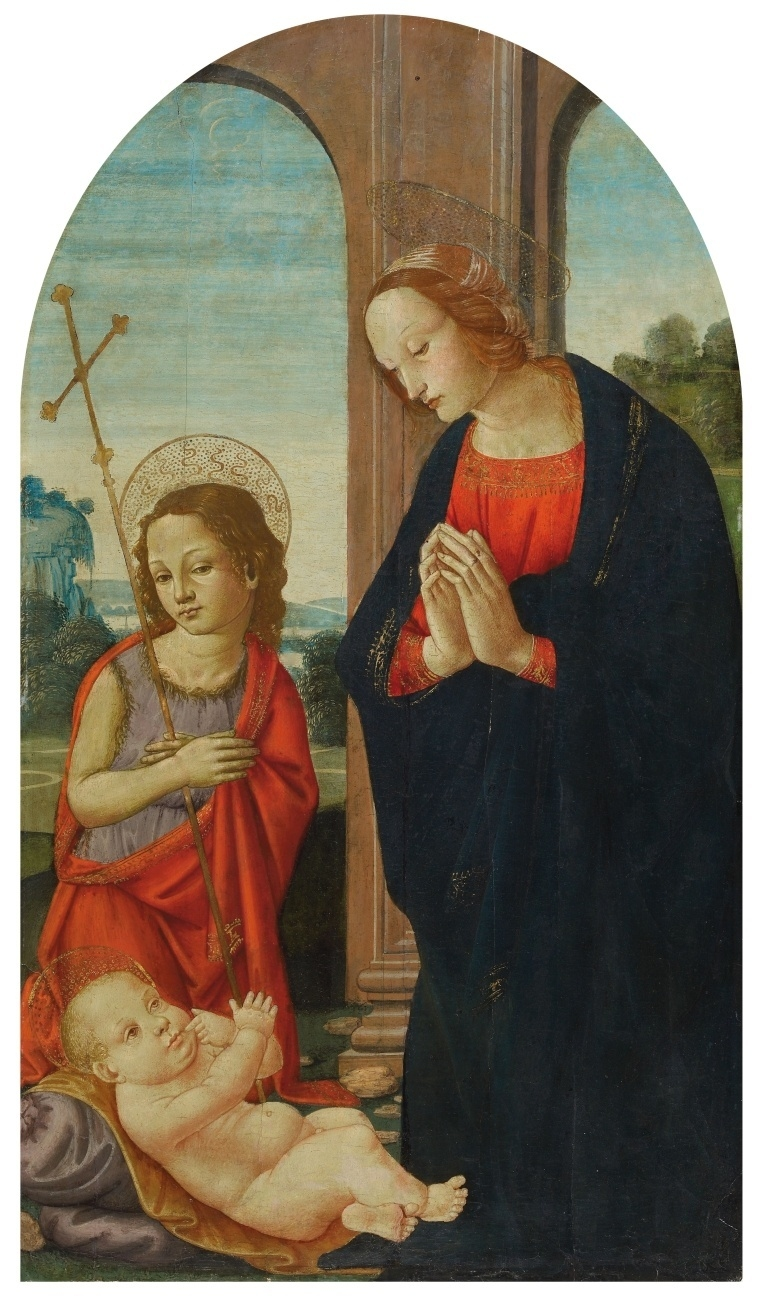
Maestro di San Miniato (zugeschrieben): Maria con Cristo y san Juan Bautista, hacia (1430).

Se conoce como Maestro de San Miniato (en italiano: Maestro di San Miniato) a un artista florentino del siglo XV del cual se desconoce su nombre. Recibió el apelativo por el que es conocido gracias a un conjunto de cuadros encontrados en la basílica de San Miniato al Monte en Florencia. Estas obras sin firmar fueron atribuidas conjuntamente a este maestro desconocido. Fueron más de 50 entre las que se encontraba una serie de imágenes de la Virgen. Estas pinturas son un ejemplo de la extensa producción de imágenes de este estilo en Florencia alrededor de 1480 y se caracterizan por el uso de la misma fisonomía del niño Jesús como marca del trabajo del maestro.
El Maestro de san Miniato posee influencias de Sandro Botticelli, Filippo Lippi, Andrea del Verrocchio y también de Francesco Botticini. Su trabajo es un ejemplo, aunque algo menos conocido, del renacimiento toscano temprano.  Algunos trabajos del Maestro se encuentran en el Museo Bardini, en el Museo del Bigallo en Florencia así como del Instituto de Artes de Detroit.